# Xylotrechus vagefasciatus
Xylotrechus vagefasciatus là một loài bọ cánh cứng trong họ Cerambycidae.